# Cabassous chacoensis

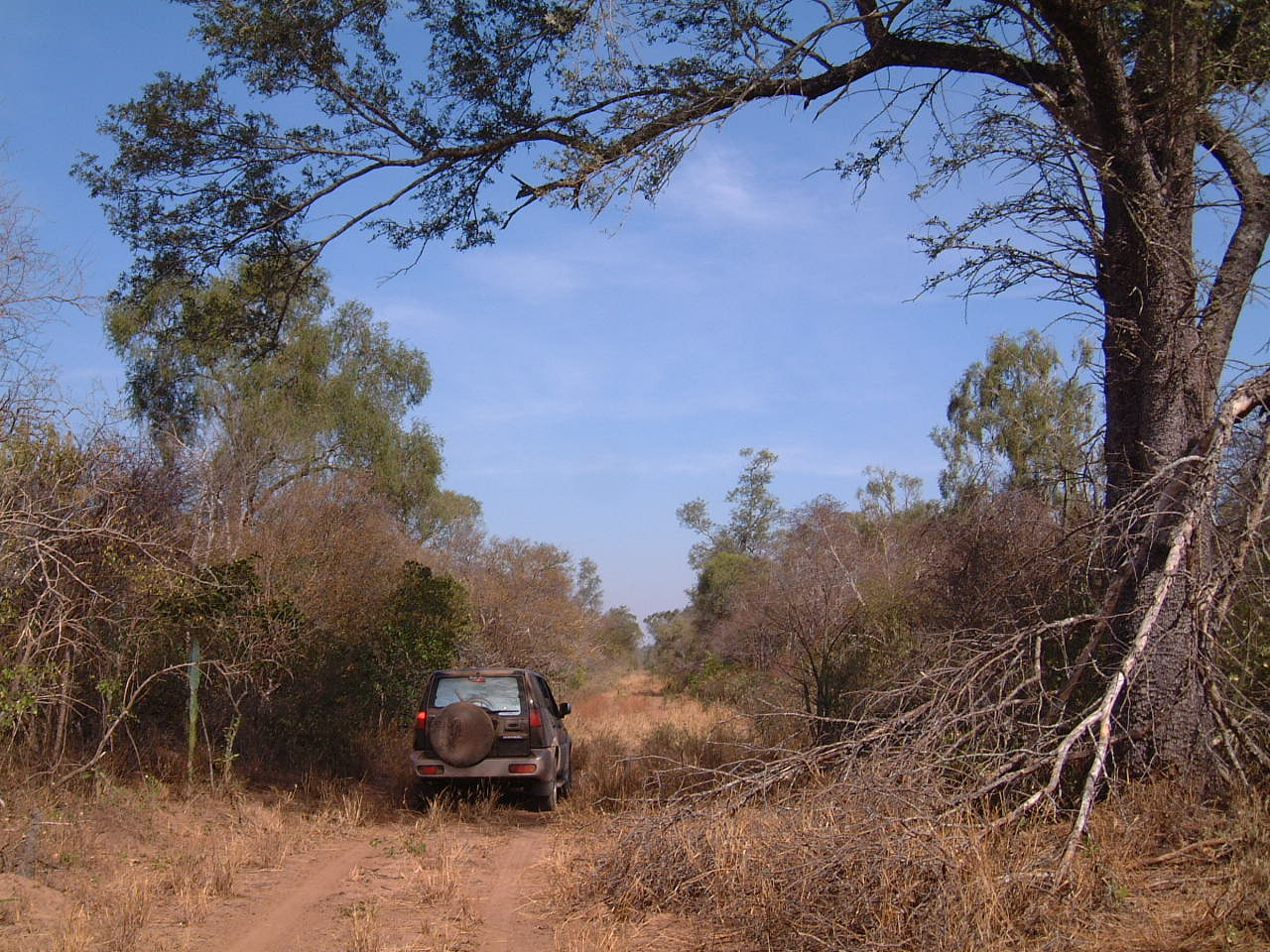
Hábitat de esta especie en el Alto Chaco del Chaco Paraguayo.

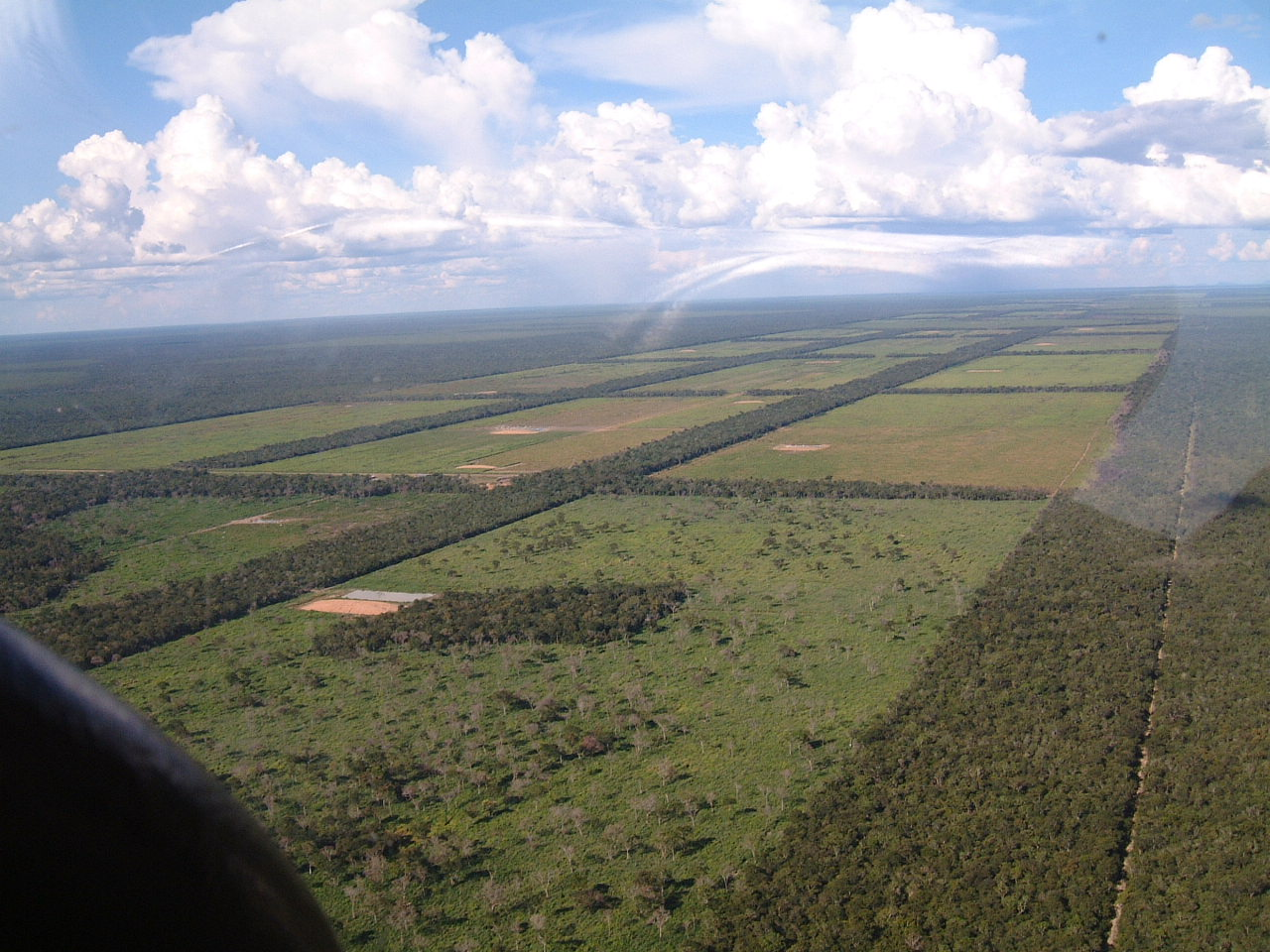
Deforestación en el hábitat de esta especie en Alto Paraguay en el Chaco Paraguayo.

Cabassous chacoensis, comúnmente conocido como cabasú chaqueño, es una especie de mamífero cingulado de la familia Chlamyphoridae nativo de la región del Gran Chaco en la zona central de América del Sur.

## Nombres vulgares
Además de cabasú chaqueño, la especie también es llamada: tatú aí, pichiciego grande, cabasú de orejas cortas, tatú-piche chaqueño, quirquincho de rabo mole, cabasú chico, quirquincho blanco, y tatú de rabo molle chaqueño.

## Taxonomía
Esta especie tuvo que esperar hasta el año 1980 para ser descrita como especie propia cuando, a raíz de que Cabassous loricatus Wagner, 1855 pasó a ser sólo un sinónimo de Cabassous tatouay, Wetzel descubre que el cabasú de la región del chaco seco era una especie innominada.

## Descripción
Su apariencia es similar al cabasú grande (Cabassous tatouay), del cual se lo puede distinguir porque es de menor tamaño y tiene las orejas más cortas.
Las bandas móviles de su caparazón generalmente suman en promedio 11, si bien se encuentran ejemplares con 10, 12, y 13.
La cola está ausente de placas al igual que las otras especies del género.
Sus miembros anteriores cuentan con muy grandes y cortantes uñas, adaptadas para excavar.
Como es característico en especies fosoriales, sus siempre entrecerrados ojos son pequeños. Puede pesar alrededor de 7 kg.
El largo de la cabeza más el cuerpo es de 30 a 30,6 cm; la cola es de un largo de 9 a 9,6 cm, por lo que el largo total va de 39 cm a 40,2 cm.

## Distribución
Su área de distribución se extiende por el chaco paraguayo, este y sur de Bolivia y el norte y centro de la Argentina, en dos poblaciones disyuntas, la norteña o del chaco semiárido cuenta con registros en las provincias de: Salta, oeste de Chaco y de Formosa, este de Tucumán, Santiago del Estero y norte de Santa Fe, en los Departamentos de Nueve de Julio y San Cristóbal.
Al sur de la población anterior, y separada por los ríos Salado del norte y Dulce habita una segunda población argentina de esta especie, en los bosques del chaco árido, recién detectada en el siglo XXI. De esta población austral, son muy escasos los ejemplares encontrados. En La Rioja en el parque nacional Talampaya, y en la zona de Bajadas, cerca de Chamical, en los llanos riojanos. También se capturaron algunos en el noroeste de San Luis, en el departamento Ayacucho, al oeste de la Pampa de las Salinas, los cuales son los más australes de la especie. Apoyados en estos registros y teniendo en cuenta la continuidad de hábitat, su geonemia posiblemente cubriría también sectores de las provincias de Catamarca, San Juan, extremo noreste de Mendoza, y el sector de los llanos correspondiente a Córdoba, aunque faltan capturas que lo comprueben.
Todavía no cuenta con registros en Bolivia, si bien es probable que allí se encuentre, dada la continuidad de hábitat y la existencia de localidades próximas donde se han capturado ejemplares de la especie. Sobre la base de un ejemplar incorporado al zoológico de Buenos Aires en 1904 con presunto origen "Brasil", se sospecha de su presencia en el centro del Brasil, en áreas fronterizas en el oeste del Estado de Mato Grosso del Sur, con bosques abiertos similares al hábitat de la especie, si bien no hay un registro válido para el país, por lo cual no integra los listados de mamíferos brasileños.

## Hábitat
Vive en bosques xerófilos no densos y en zonas de sabanas abiertas o cercanas a las salinas, buscando refugio en hondonadas entre el bosque. 
Esta comunidad arbórea pertenece a la provincia fitogeográfica chaqueña, específicamente al Chaco seco o Chaco semiárido, es decir, a los distritos occidental y árido. 
Desaparece rápidamente en zonas alteradas o destinadas a cultivos.

## Comportamiento
Al ser de hábitos marcadamente fosoriales, son nocturnos, solitarios, y poco vistos.

## Alimentación
Su dieta incluye gran cantidad de insectos: larvas, escarabajos, hormigas, termitas; posiblemente también lagartijas y otros animales pequeños. Puede también matar gallinas para alimentarse. 
Es un controlador natural de insectos que compiten con el ganado doméstico por las pasturas. Permanece dentro de los enormes tacurúes y hormigueros chaqueños hasta extinguir cada colonia. De allí sale en las horas nocturnas en busca de otra comunidad de que alimentarse, y sólo en esos momentos pueden ser observados en la superficie.

## Reproducción
Si bien todavía no se cuentan con datos concretos, se sospecha que sería apenas una cría la que las hembras parirían, seguramente al interior de cuevas.

## Conservación
Al ser una especie fosorial, podrían en realidad estar siendo sub observada. Internacionalmente está categorizada entre las especies casi amenazadas. En la Argentina se lo considera como «Vulnerable». Es capturado por poblaciones rurales para servir como fuente de proteínas, al igual que las restantes especies de Dasypodidae. Su carne posee sabor similar a la del cerdo. La destrucción de los hormigueros con venenos químicos, conlleva también la de los ejemplares de esta especie que viven en su interior.
El factor que más lo afecta es el avance de la frontera agropecuaria para efectuar plantaciones de trigo y en especial de soja, lo que produjo en el siglo XXI una notable reducción de la superficie original con hábitat apto para esta especie.

### Cautividad
Vive fácilmente en cautividad, tornándose más diurno y muy manso. Se lo alimenta con restos vegetales y carne. Como vocalizaciones presenta sólo leves gruñidos similares a los de un cerdo, al ser manipulados por humanos.